# Huuhtsalo och Suursaari
Huuhtsalo och Suursaari är en ö i Finland. Den ligger i Kivijärvi och i kommunerna Luumäki och Klemis och landskapet Södra Karelen, i den södra delen av landet, 170 km nordost om huvudstaden Helsingfors. Öns area är 7,41 kvadratkilometer och dess största längd är 4,2 kilometer i nord-sydlig riktning.